# 제주 성읍마을 고평오 고택
제주 성읍마을 고평오 고택은 대한민국 제주특별자치도 서귀포시 표선면 성읍리, 성읍마을에 있는 조선시대의 가옥이다. 1979년 1월 26일 대한민국의 국가민속문화재 제69호로 지정되었다.

## 개요
예전 정의(성읍) 고을 면사무소 관원들이 숙식하였던 곳이다. 조선 후기에 지었다고 하며 넓은 터에 안채(안거리), 바깥채(밖거리), 안채와 바깥채 사이에 있는 모커리가 배치되어 있다. 현재 있는 모커리 맞은편에 모커리가 하나 더 있었는데 1970년대 중반에 헐었다고 한다.
지금 있는 건물들은 1979년에 수리한(안채, 바깥채)것으로 모커리 역시 일부 수리한 것이다. 건물들은 모두 바람에 지붕이 날리지 않도록 새끼줄로 그물처럼 덮어 놓았다.
문을 들어서 오른쪽 위편에 자리 잡은 안채는 3칸 규모로 가운데칸에 대청마루(상방)가 있다. 대청마루 왼쪽 앞뒤로는 각각 안방과 곡물을 두던 고팡이 있고 오른쪽에는 부엌(정지)을 놓았다. 부엌에는 불을 때는 화로(부섭)가 있었는데 1979년 수리할 때 없앴다고 한다.
안채 맞은편으로 있는 바깥채는 면사무소 관원들이 사용했던 곳으로, 대청마루를 가운데가 아닌 동쪽에 놓고 연이은 2칸방을 만들어 제주도의 일반적인 평면 구조와 다르게 꾸몄다.
모커리는 수레간과 통나무로 만든 제주 고유의 절구 ‘남방애’따위를 보관하는 헛간이나 외양간으로 사용하였다고 한다.
짜임새 있는 건물배치와 특수한 평면구성을 가진 바깥채, 제주 남부 일부 지방에서만 볼 수 있는 대청의 쌍여닫이창(호령창) 등 때문에 좋은 연구자료가 되고 있다.

## 명칭 변경
당초 문화재 지정명칭은 '성읍 고평오 가옥'이었으나, 본래 고평오가 태어나서 살던집을
1980년 남제주군에서 매입한 집임을 감안하여 '제주 성읍마을 고평오 고택'으로 2017년 2월 28일 문화재 지정명칭이 변경되었다.

## 같이 보기
- 성읍마을

## 참고 자료
- 제주 성읍마을 고평오 고택 - 국가유산청 국가유산포털